# Alexandre Ferreira
Alexandre Ferreira (20 de Julho de 1976) é um actor português.

## Biografia
Frequentou a Escola Superior de Teatro e Cinema, em Lisboa e, como bolseiro da Fundação Calouste Gulbenkian, o The Lee Strasberg Theatre and Film Institute, em Nova Iorque.
Estreou-se no teatro em 1994, trabalhando com Maria do Céu Guerra n' A Barraca que o dirigiu em peças como A Farsa de Inês Pereira de Gil Vicente, A Balada do Café Triste de Edward Albee ou Havemos de Rir de Maria Velho da Costa. Trabalhou ainda com os Els Comediants no Teatro da Trindade, João Didelet no Auditório Camões, Ricardo em Morangos Com Açúcar Ao Ritmo da Amizade, Almeno Gonçalves no Teatro Mundial, Professor Myers em Fame- O Musical, Sarelli em Esta Noite Improvisa-se, encenação de Jorge Silva Melo, entre outros.
Estreou-se na televisão na série 
- "Riscos", em 1997
- "Residencial Tejo", João
- "Anjo Selvagem" Carlos
- "Ninguém Como Tu" Nuno Paiva Calado
- "Diário de Sofia" Filipe
- "Jura" Ricardo
- "Aqui Não Há Quem Viva" Técnico de informática
- "Deixa-me Amar" Leo
- "A Outra" Diogo
- "Liberdade 21" Silva
- "Rebelde Way" Tadeu

Participou também em vários telefilmes, como Mustang de Leonel Vieira, Facas e Anjos de Eduardo Guedes e A Noiva de Luís Galvão Telles realizador que também o dirigiu no cinema, em Glamour (2005).
Protagonizou o videoclipe do tema "Dança do Desprazer", da banda Melech Mechaya, lançado em 2010.
Realizou a sua primeira curta-metragem em 2009 no âmbito do 48 hour film project, O Estranho Caso Das Flores.
É a voz portuguesa de Cole, o protagonista do videojogo INFAMOUS da Sucker Punch.
Em setembro de 2009, integrou o elenco do musical Rapazes Nus a Cantar (encenação de Henrique Feist), no Auditório do Casino Estoril.